# Nkana FC
Der Nkana FC ist ein sambischer Fußballverein aus der Stadt Kitwe im Norden des Landes. Der Klub wurde 1935 gegründet und ist damit der älteste Fußballverein Sambias. Er spielt in der höchsten Spielklasse, der Zambian Premier League. Die Vereinsfarben sind Rot, daher trägt die Mannschaft auch den Spitznamen Red Devils.

## Geschichte
Gegründet wurde der Verein unter dem Namen Rhokana United FC, bevor er sich 1975 in Nkana Red Devils umbenannte und 1991 den heutigen Namen Nkana FC annahm. Seine Heimspiele trägt der Klub im 10.000 Zuschauer fassenden Nkana-Stadion aus.
Nkana FC ist zwölfmaliger sambischer Meister und sechsfacher Pokalsieger und erreichte 1990 als erster und einziger Fußballverein aus Sambia das Endspiel der CAF Champions League. Im Finale unterlag die Mannschaft allerdings nach ausgeglichenem Hin- und Rückspiel gegen JS Kabylie aus Algerien mit 3:5 nach Elfmeterschießen. Zudem erreichte Nkana viermal das Halbfinale der CAF Champions League. 1983 scheiterte man nach einem torlosen Hinspiel und einer 2:0-Niederlage am ägyptischen Rekordmeister al-Ahly SC. 1986 schied man wegen der Auswärtstorregel (1:1 und 0:0) gegen Africa Sports National aus der Elfenbeinküste aus. Fünf Jahre später stand man wieder im Halbfinale des kontinentalen Turniers, verlor aber gegen den tunesischen Vertreter Club Africain. Nach einer 3:0-Niederlage im Stade El Menzah und einem 4:1 war ein Jahr nach der Finalteilnahme erneut im Halbfinale Schluss. Die letzte Halbfinalteilnahme war 1994. Man schied nach einem 2:0 in Ägypten und einem 1:0-Sieg im Heimstadion gegen den Kairoer Verein Zamalek Turnier aus.

## Erfolge
- CAF Champions League
  - Finalist: 1990
  - Halbfinale: 1983, 1989, 1991, 1994

- Sambischer Meister:
  - 1982, 1983, 1985, 1986, 1988, 1989, 1990, 1992, 1993, 1999, 2001, 2013, 2019/20

- Sambischer Pokalsieger:
  - 1986, 1989, 1991, 1992, 1993, 2000

- Gewinner des Zambian Challenge Cup:
  - 1964, 1966, 1992, 1993, 1998, 1999, 2000

- Gewinner des Zambian Charity Shield:
  - 1982, 1983, 1984, 1985, 1987, 1989, 1990, 1991, 1993, 1994, 1995, 2000, 2014

## Kitwe Derby
Das sogenannte „Kitwe Derby“ zwischen den Red Devils und dem Lokalrivalen Power Dynamos gilt als eines der erbittertsten Fußballderbys auf dem afrikanischen Kontinent, vergleichbar mit dem „Soweto Derby“ in Südafrika zwischen den Orlando Pirates und Kaizer Chiefs. Die Mannschaft wurde 2013 nach zwölfjähriger Abstinenz zur zwölften Meisterschaft geführt. Der Meistertrainer Masautso Mwale verunglückte am 23. Mai 2014 mit seinem Privatwagen auf dem Weg zum CAF-Confederation-Cup-Spiel gegen Séwé Sport tödlich.

## Ehemalige Spieler und Trainer
- Spieler
  -  Ben Bamfuchile
  -  Joseph Musonda
  -  Kapambwe Mulenga
  -  Mark Sinyangwe

- Trainer
  -  Guston Mutobo
  -  Jeff Butler
  -  Beston Chambeshi
  -  Jericho Shinde
  -  Moses Simwala (1980–1993)
  -  Patrick Phiri (1997–2002)
  -  Ben Bamfuchile (2003–2005)
  -  Kenneth Malitoli (2007)
  -  Masautso Mwale (2013–2014)